# Jeff Beck
Geoffrey Arnold ("Jeff") Beck (24 de juny de 1944 a Wallington, Gran Londres, Regne Unit - 10 de gener de 2023) va ser un guitarrista de rock/blues que va tocar en diverses bandes influents en la dècada de 1960 i la dècada de 1970 com els The Yardbirds, que va deixar per centrar-se en la seva carrera en solitari. El 1967 va formar The Jeff Beck Group amb Rod Stewart, Ron Wood, Nicky Hopkins i Aynsley Dunbar, amb els quals va publicar Truth i Beck-Ola. Des de la dècada dels 1980 va reduir molt la seva activitat.
El 2011 va ser escollit el cinquè millor guitarrista de la història per la revista musical estatunidenca Rolling Stone.

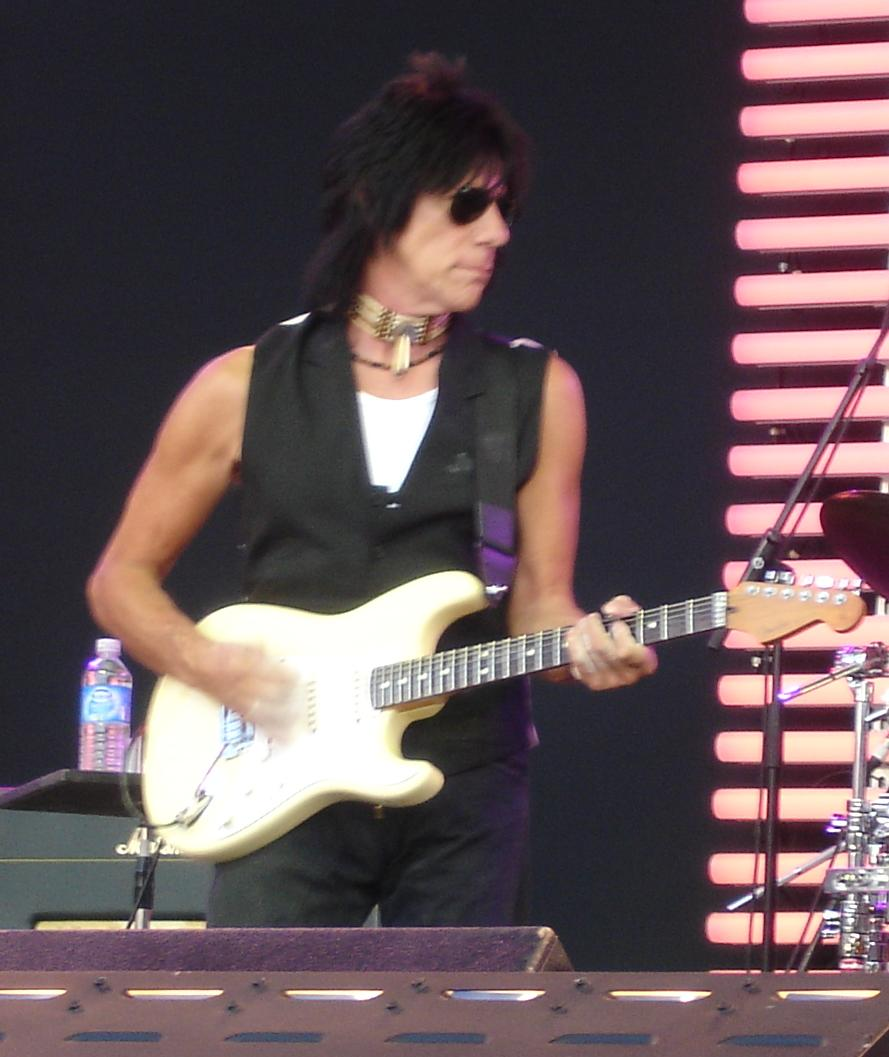
Jeff Beck l'any 2007

Va guanyar vuit Premis Grammy, cinc d'ells a la millor interpretació instrumental de rock. Malgrat no haver arribat mai a la projecció comercial dels seus contemporanis, Beck va tenir un gran reconeixement, especialment en la comunitat de guitarristes. Mai ningú l'ha encasellat en un gènere, Beck va experimentar amb blues rock, heavy metal i jazz fusió i també va rebre influències del techno, creant una innovadora barreja de música heavy rock i música electrònica.

## Discografia
| • Truth (1968) |
| -------------- |
| (Columbia)     |

| • Blow by blow (1975) |
| --------------------- |
| (Epic)                |

| • Wired (1976) |
| -------------- |
| (Epic)         |

| • There & Back (1980) |
| --------------------- |
| (Epic)                |

| • Flash (1985) |
| -------------- |
| (Epic)         |

| • Who Else! (1999) |
| ------------------ |
| (Epic)             |

| • You Had It Coming (2000) |
| -------------------------- |
| (Epic)                     |

| • Jeff (2003) |
| ------------- |
| (Epic)        |

| • Live At BB King Blues Club (2003) |
| ----------------------------------- |
| (Epic)                              |

| • Warwick (2004) |
| ---------------- |
| (Guitar Cycle)   |

| • Official Bootleg USA '06 (2007) |
| --------------------------------- |
| (autoeditat)                      |

| • Performing This Week... Live At Ronnie Scott's (2008) |
| ------------------------------------------------------- |
| (Eagle Records)                                         |

| • Emotion & Commotion (2010) |
| ---------------------------- |
| (ATCO Records)               |

| • Live And Exclusive From The Grammy Museum (2010) |
| -------------------------------------------------- |
| (ATCO Records)                                     |

| • Rock'n' Roll Party: Honoring Les Paul (2011) |
| ---------------------------------------------- |
| (Friday Music)                                 |

| • Live In Tokyo 1999 (2012) |
| --------------------------- |
| (Vinyl Passion)             |

| • Live+ (2015)                |
| ----------------------------- |
| (Rhino Entertainment Company) |

| • Shapes Of Things |
| ------------------ |
| (Flash)            |

- Truth – 1968 #15 US
- Beck-Ola – 1969 #15 US
- Rough and Ready – 1971 #46 US
- The Jeff Beck Group - 1972 #19 US
- Shapes of Things – 1972
- Blow by Blow – 1975 #4 US
- Wired – 1976 #16 US
- Jeff Beck With the Jan Hammer Group Live – 1977 #23 US
- There and Back – 1980 #21 US
- Flash – 1985 #42 US
- Jeff Beck's Guitar Shop – 1989 #49 US
- Frankie's House – 1992
- Crazy Legs – 1993 #171 US
- Up – 1995
- Who Else! – 1999 #99 US
- You Had It Coming – 2001 #110 US
- Blue Wind – 2002
- Jeff – 2003
- Beck, Bogart and Appice Live – 2005
- Live Beck! – 2006